# جامعة العربي التبسي -تبسة
جامعة العربي التبسي، هي جامعة بولاية تبسة الجزائرية.تأسست جامعة تبسة بموجب المرسوم التنفيذي رقم 09- 08  الصادر في 04جانفي2009 وقد جاء الإعلان عن ترقية المؤسسة إلى مصف جامعة، تتويجا للمجهودات الجبارة التي بذلتها الأسرة الجامعية بكل أطيافها ، على مدار سنوات متواصلة، كانت بدايتها سنة 1985، سنة تأسيس المعاهد الوطنية للتعليم العالي في تخصصات علوم الأرض، الهندسة المدنية والمناجم.
أما المحطة الثانية التي عرفتها مسيرة تطوير المؤسسة فكانت سنة 1992 أين أنشأ المركز الجامعي الشيخ العربي التبسي بموجب المرسوم التنفيذي رقم 92/297الصادر في 27 سبتمبر 1992، وقد حمل اسم العلامة الكبير وابن مدينة تبسة الشيخ العربي التبسي تيمنا بما يحمله هذا الاسم من دلالات العلم والنضال الفكري البناء .
وبموجب المرسوم التنفيذي رقم 06/272 الصادر في 16 أوت 2006 ، وفي إطار الهيكلة الجديدة للمراكز الجامعية، تمت هيكلة المؤسسة باعتماد تقسيم جديد للمصالح الإدارية     وتوزيع الأقسام والمعاهد، أما المرحلة الحاسمة  فكانت يوم 12 أكتوبر 2008 ، في حفل الافتتاح الرسمي للسنة الجامعية 2008/2009 من جامعة تلمسان أين أعلن رئيس الجمهورية عبد العزيز بوتفليقة ترقية المركز الجامعي تبسة إلى مصف جامعة، وهذا التاريخ يعتبر نقطة تحول هامة من أجل تحقيق الأهداف المسطرة، حيث عرفت جامعة تبسة اليوم تغيرات كبرى على مستوى الهيكل التنظيمي والعلمي بما يسمح لها بإبراز كفاءاتها العلمية وإمكانياتها المادية التي تتيح لها الفرصة لمنافسة الجامعات الكبرى ورفع مستوى التكوين والتأطير في مختلف التخصصات والفروع الموجودة